# Erta Ale
El volcán Erta Ale (en afar: Ertá’alé o Irtá’alé, «montaña que humea») es un volcán en escudo basáltico localizado en el Cuerno de África, en la región de la depresión de Afar, en el noreste de Etiopía, siendo el volcán más activo de dicho país. Se ubica en el desierto de Danakil, un desierto baldío cerca del límite con Eritrea y alcanza una altura de 613 metros. Se le considera en erupción desde 1967.
Situado en una región desértica y de difícil acceso, el Erta Ale no fue objeto de estudio por los expertos en la materia hasta el siglo XX, concretamente al final de la década de los 60 y principio de los 70. Aun así, ya había sido descubierto por los europeos en 1841 y su cima coronada en 1873. Presenta uno o dos lagos de lava en su cima, los cuales ocasionalmente desbordan hacia la falda meridional. Destaca por tener uno de los lagos de lava más duraderos del planeta (con actividad confirmada desde 1967, aunque pudo iniciarse en 1906). Su escasa elevación se debe al hecho de alzarse sobre una depresión, la depresión de Afar, cuya base queda por debajo del nivel del mar.
Los habitantes de la zona apenas se acercan a él ya que consideran que en el lugar habitan espíritus malignos que se pasean en caballo. La situación remota, en una zona baldía y poco poblada, hace que el seguimiento de su actividad haya sido escaso. Hay evidencia de explosiones en los últimos 150 años. Muchas erupciones contemporáneas se localizan primero mediante el seguimiento por satélite de las columnas de dióxido de azufre y se comprueban posteriormente con testigos sobre el terreno.

## Imágenes

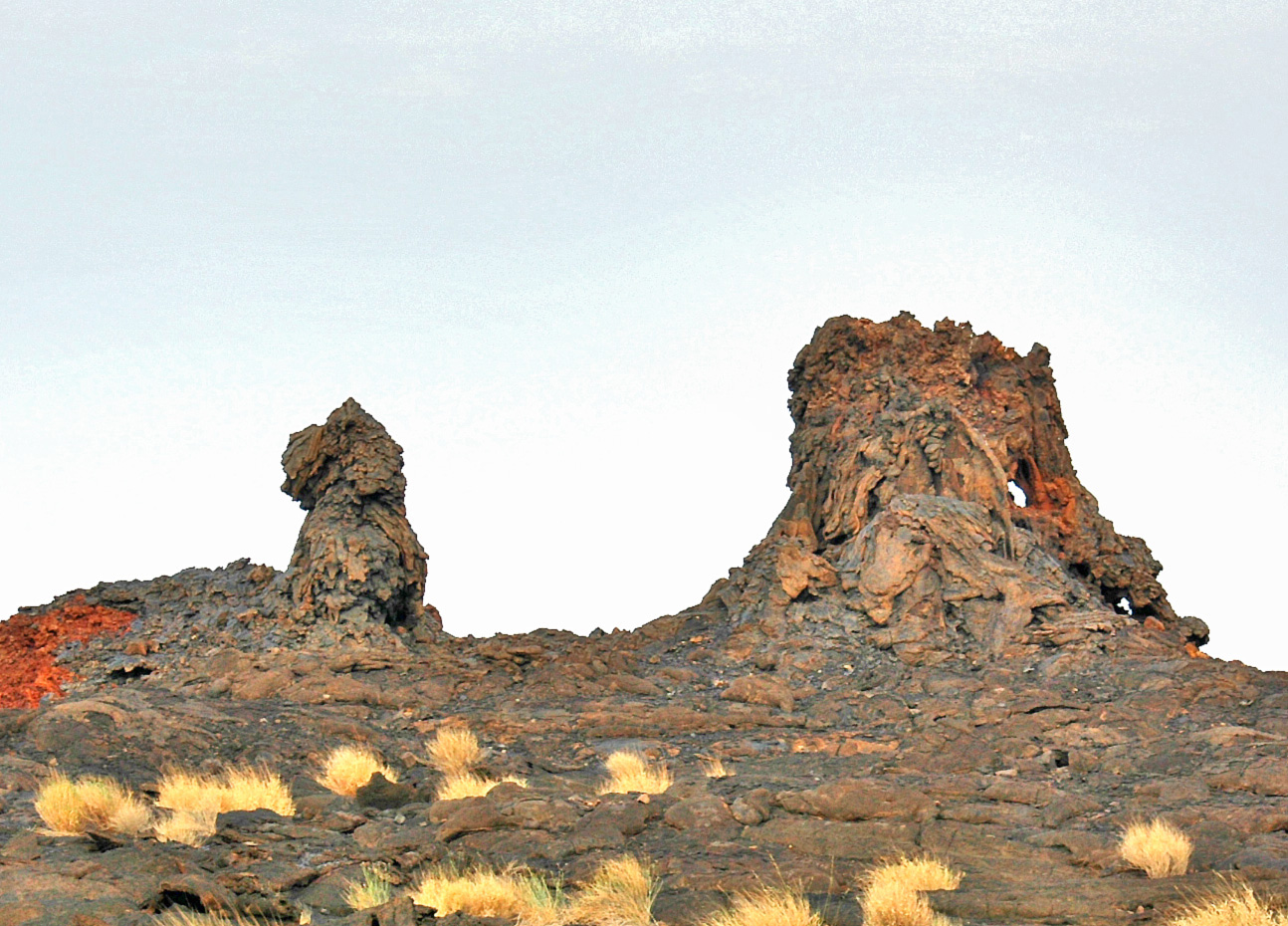
Hornitos en el lado occidental.
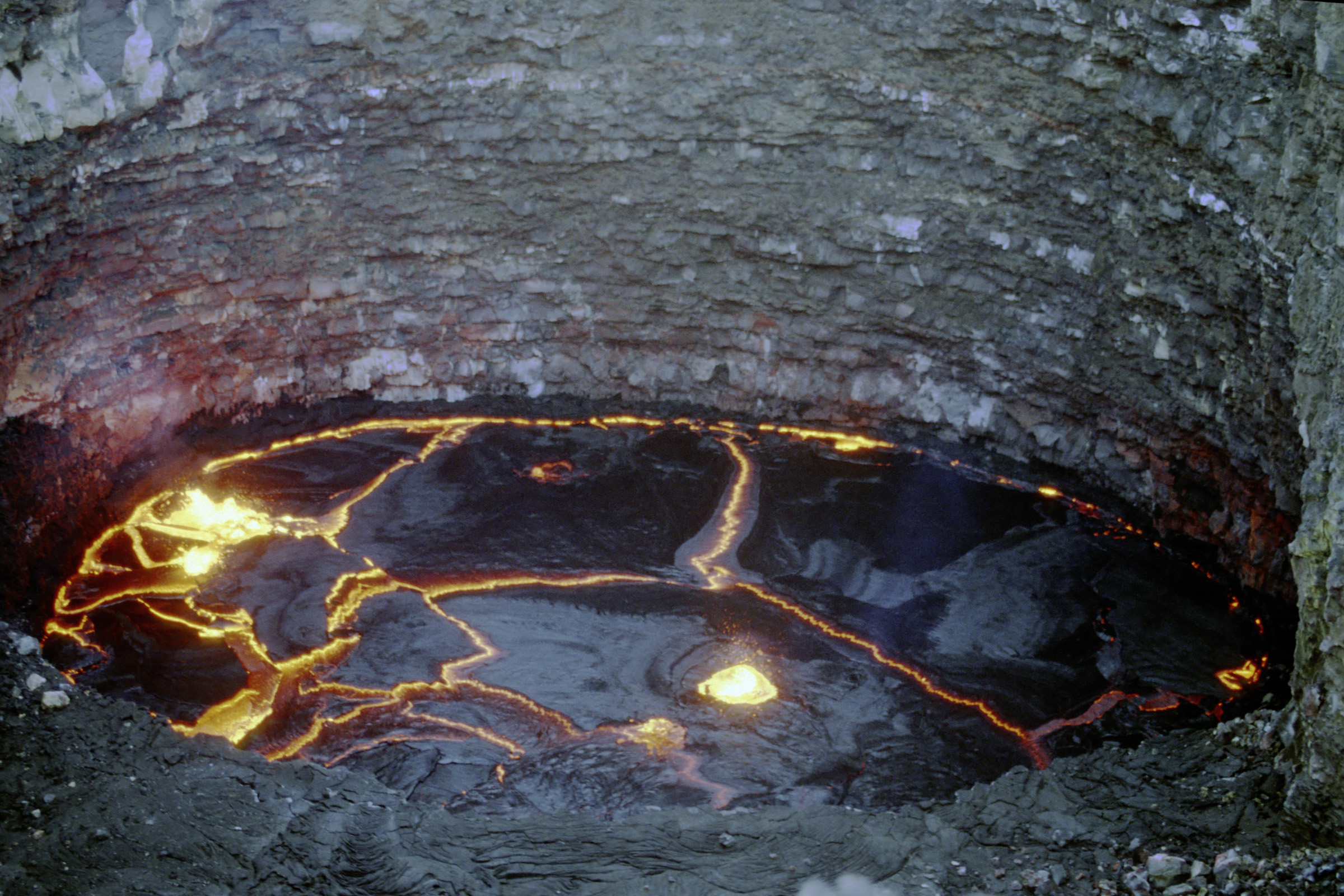
Lago de lava en 2001.
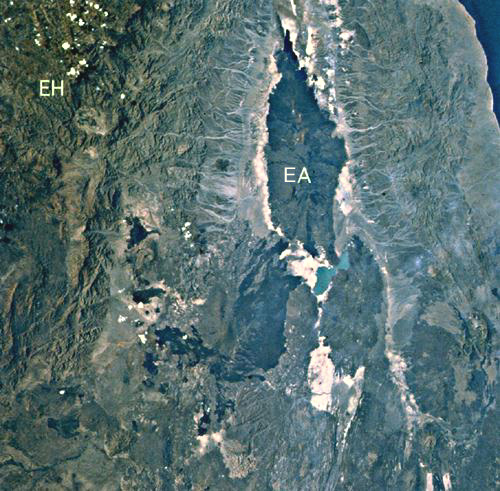
Vista de satélite.